# Shin Yong-mok
Shin Yong-mok (신용목), född 1974 i Geochang (Gyeongsangnam-do), är en sydkoreansk poet.

## Biografi
När Shin Yong-mok började studera på universitetet hade han redan inlett sitt poesiskrivande. Han valdes till ledare för studentrådet och anklagade genast universitetet för korruption. Han genomförde också en fasta/hungerstrejk i protest, för att få utbildningsinstitutionerna mer demokratiska.
Shin gjorde sin litterära debut år 2000.

## Skrivande
Shin Yong-mok var i sitt tidiga skrivande influerad av den äldre generationen av poetiska aktivister – "massornas poeter" – inkluderat Kim Nam-ju och Shin Kyeong-nim. Han var då genuint plågad av de problem för litteraturen att välja väg i samhället och historien.
Som en poet av den "nya skolan" undviker Shin i sin poesi en öppet ideologisk hållning. Han visar fram tydliga kärleksbudskap för samhället omkring honom, genom sitt mjuka och enkla diktande. Denna är baserad på hans egen starka tro på värdet av "samexistensen med sin nästa", till skillnad från "den egna lyckan". Mitt i vågen av nyliberalism, där tävlandet mellan författare ses som ett nödvändigt ont, ser Shin ändå en mening i det minsta av hoppfulla tecken, tecken som kan bevara människans värdighet och frihet. Han ikläder sig själv rollen som en "vakt" med ansvar för "positivism". Shin argumenterar i sitt skrivande för att värdet och betydelsen av själen aldrig kommer att tyna bort, inte ens i det kapitalistiska samhällets materialism.
Shin har vunnit ett flertal litterära utmärkelser, inklusive Nykomlingarnas litteraturpris 2000 och Begynnelsens litteraturpris 2008.